# (12584) Zeljkoandreic
(12584) Zeljkoandreic est un astéroïde de la ceinture principale.

## Description
(12584) Zeljkoandreic est un astéroïde de la ceinture principale. Il fut découvert le 12 septembre 1999 à Visnjan par Korado Korlević. Il présente une orbite caractérisée par un demi-grand axe de 2,37 UA, une excentricité de 0,14 et une inclinaison de 7,4° par rapport à l'écliptique.

## Compléments